# Mamá Noel
Mamá Noel, Sra. Claus, o Mamá Claus es un personaje navideño de las versiones modernas de la leyenda de Papá Noel, descrito como su esposa.

## Origen
Mamá Noel es mencionada por primera vez en el cuento de 1849 "Una leyenda de Navidad" del predicador de Filadelfia James Reed; en 1889 la populariza el poema Goody Santa Claus in the Sleigh Ride de la poetisa Katherine Lee Bates, en el cual describe a la mujer de Papá Noel. 
Posteriormente, en 1956 la canción popular Mrs. Santa Claus, de George Melachrino, ayudó a estandarizar y establecer el carácter y papel de Mamá Noel en la imaginación popular.

## Leyenda
En muchas de las versiones actuales de la leyenda, Mamá Noel vive feliz con su marido ocupándose de realizar las actividades del hogar y de disfrutar con la pastelería.
Es generalmente representada como una anciana, rellenita, con el pelo blanco y estilo de peinado en un rodete, un vestido rojo, blanco delantal, y (en algunas representaciones) gafas. Sin embargo cabe señalar que en los medios de comunicación modernos, principalmente en campañas publicitarias, Mamá Noel a veces asume igualmente una más atractiva apariencia; más joven, delgada y usando un traje un tanto revelador. 
En la tradición popular anglosajona igualmente existe la leyenda urbana de que su nombre de soltera era Mary Christmas, (un juego de palabras en inglés, relacionado con la frase Merry Christmas, que significa Feliz Navidad).
Se ha explicado que era estéril y Papá Noel, ante la ausencia de hijos, regala juguetes y siente debilidad por los niños.

## Cultura popular

### Literatura

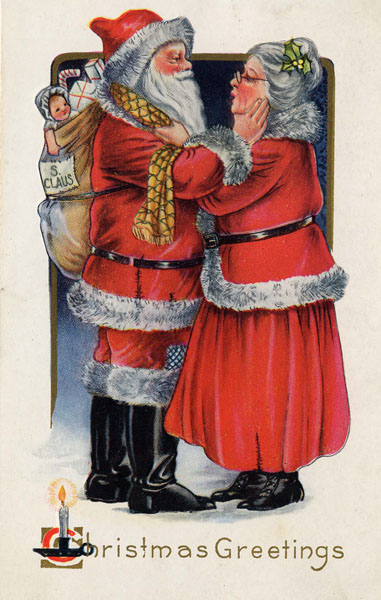
Tarjeta navideña de 1919 con Papá Noel y Mamá Noel.

Mamá Noel ha aparecido como personaje secundario en los libros para niños sobre Papá Noel y como personaje principal en los títulos sobre sí misma. 
- Mamá Noel, militante (obra teatral en un acto) por Bell Palmer Elliott, 1914.
- La Gran Aventura de Mamá Noel por Sarah Addington y Gertrudis A. Kay, 1923.
- La historia de Papá Noel y Mamá Noel y The Night Before Christmas por Alice y Lillian Desow Holland, 1946.
- Santa Claus por la Sra. Penny Ives, 1993.
- Un poco de Aplausos de Mamá Noel por Jeannie Jacobowitz-Schick, 2003.
- La historia de Papá Noel por la Sra. Tucker y Bethanie Crystal McLaughlin, 2007.
- Mamá Noel se va de vacaciones por Linas Alsenas, 2008.
- '¿Qué sabe hacer Mamá Noel? Por Kate Wharton y Christian Slade, 2008.

### Cine
- La primera película en representar a Mamá Noel es Santa Claus conquista a los marcianos (1964), donde la interpretó Doris Rich.
- Mamá Noel (interpretada por Judy Cornwell) es también un personaje en la película de 1985 Santa Claus: The Movie, donde desempeña un papel vital en la historia de la película. Fue idea suya que se presenten regalos solo a los niños buenos.
- En la película de 1993 Pesadilla antes de Navidad, Mamá Noel tiene un cameo. Es vista en la casa de Papá Noel, preparando en la cocina un almuerzo y metiéndolo en una fiambrera y un frasco vacío para que su marido los lleve al trabajo.
- La película de 2002 Santa Claus 2 se centra en Tim Allen, personaje al que se le obliga a casarse, a fin de continuar su papel de Papá Noel. La "cláusula de Mamá Noel". confirma que la razón es que cada Papá Noel ha tenido una Mamá Noel, porque es el complemento. Finalmente, se enamora de Newman Carol (Elizabeth Mitchell), la profesora de su hijo, y se casan; en Santa Claus 3: Por una Navidad sin frío, Mamá Noel tiene un bebé, y tratan de no verse separados de su trabajo y su familia.
- Miranda Richardson interpreta a Mamá Noel en Fred Claus: El hermano gamberro de Santa Claus (2007).
- En la película de 2020 Las Crónicas de Navidad 2, Goldie Hawn interpreta a Mamá Noel.

### Televisión
Mamá Noel desempeñó un papel importante en varios especiales de Navidad de Rankin/Bass en los años 1960, incluyendo Rudolph the Red-Nosed Reindeer (1964) y Rudolph and Frosty's Christmas in July donde es llamada en cierto momento Jessica, lo que implica cierta continuidad. 
- En Santa Claus viene a la ciudad (1970), se presenta como una joven maestra llamada Jessica, que se reúne por primera vez con Papá Noel, un hombre joven también, cuando está tratando de entregar ilegalmente juguetes en un pueblo dirigido por un gobernante despótico. Ella se propone ayudar a Santa, pronto se enamoran y el matrimonio se realiza en un bosque cercano.
- En el telefilm de dibujos animados de 1974, Aquel Año Sin Santa Claus y en 2006 en la versión en imagen real, Mamá Noel desempeña un papel importante, ya que trata de mostrar a Santa (quien desea permanecer en casa para la Navidad de ese año ya que siente que no se aprecia su trabajo y que ya nadie cree en él) que hay todavía algunos espíritus de Navidad en el mundo.

- La señora también fue retratada en un programa musical de televisión, La Sra. Santa Claus (1996), interpretada por Angela Lansbury, con canciones de Jerry Herman. Desatendida por su marido, ella va al Nueva York de 1910, y se involucra en las manifestaciones por los derechos de la mujer y contra el trabajo infantil en la fabricación de juguetes. Por supuesto, ella aprende cómo "Santa Claus echa de menos a la Sra. Santa Claus", en la letra de una canción sentimental. Aquí es llamada Anna.

- Una de las más inusuales apariciones en televisión de Mamá Noel fue en el capítulo especial de Navidad de la serie animada The Grim Adventures of Billy & Mandy. En esta historia se revela como la jefa de los vampiros que, enojada de que Santa le diese tanto trabajo, lo convierte en un vampiro para que pueda tomar un descanso (aunque ya lo hizo 6 o 7 veces antes), cuando la idea es tratar de tomar el mundo antes de Billy reconcilia ellos; en esta historia es llamada Nancy.

- Otro aspecto inusual se ve en Robot Chicken Christmas Special, durante el cual, en una parodia de Dragon Ball Z, ella gana poderes de la radiación del Polo Norte, y se convierte en un monstruo gigante que Goku, Gohan, y Rudolph deben destruir.

- En "Es navidad otra vez, Charlie Brown", su hermana Sally escribe a Santa preguntándole por su esposa, y, cuando Charlie Brown comenta que algunas personas la llaman "Felicia Navidad" (Mary Christmas en inglés), Sally felicita su elección de mantener su propio apellido. En Charlie Brown Cuentos de Navidad, Sally escribe a Papá Noel preguntando por "Samantha Claus", pensando sin querer que Samantha Claus es la mujer de Papá Noel.

- En la película para televisión de 1982 El regreso de Alvin y las ardillas Mamá Noel aparece para darle a Alvin la armónica que tanto deseaba en compensación por hacer feliz a un niño al regalarle su vieja armónica.

- Datos: Q2152981
- Multimedia: Mrs. Claus / Q2152981